# Ню³ Большого Пса
Ню³ Большого Пса (лат. ν³ Canis Majoris), 8 Большого Пса (лат. 8 Canis Majoris), HD 47442 — двойная звезда в созвездии Большого Пса на расстоянии (вычисленном из значения параллакса) приблизительно 479 световых лет (около 147 парсеков) от Солнца. Видимая звёздная величина звезды — +4,42m. Возраст звезды оценивается как около 380 млн лет.

## Характеристики
Первый компонент — оранжевый гигант спектрального класса K1III или K0II-III. Масса — около 3,38 солнечных, радиус — около 32,7 солнечных, светимость — около 398 солнечных. Эффективная температура — около 4510 К.
Второй компонент удалён на 1,04 угловых секунды.